# Lautertalbrücke (A 6)

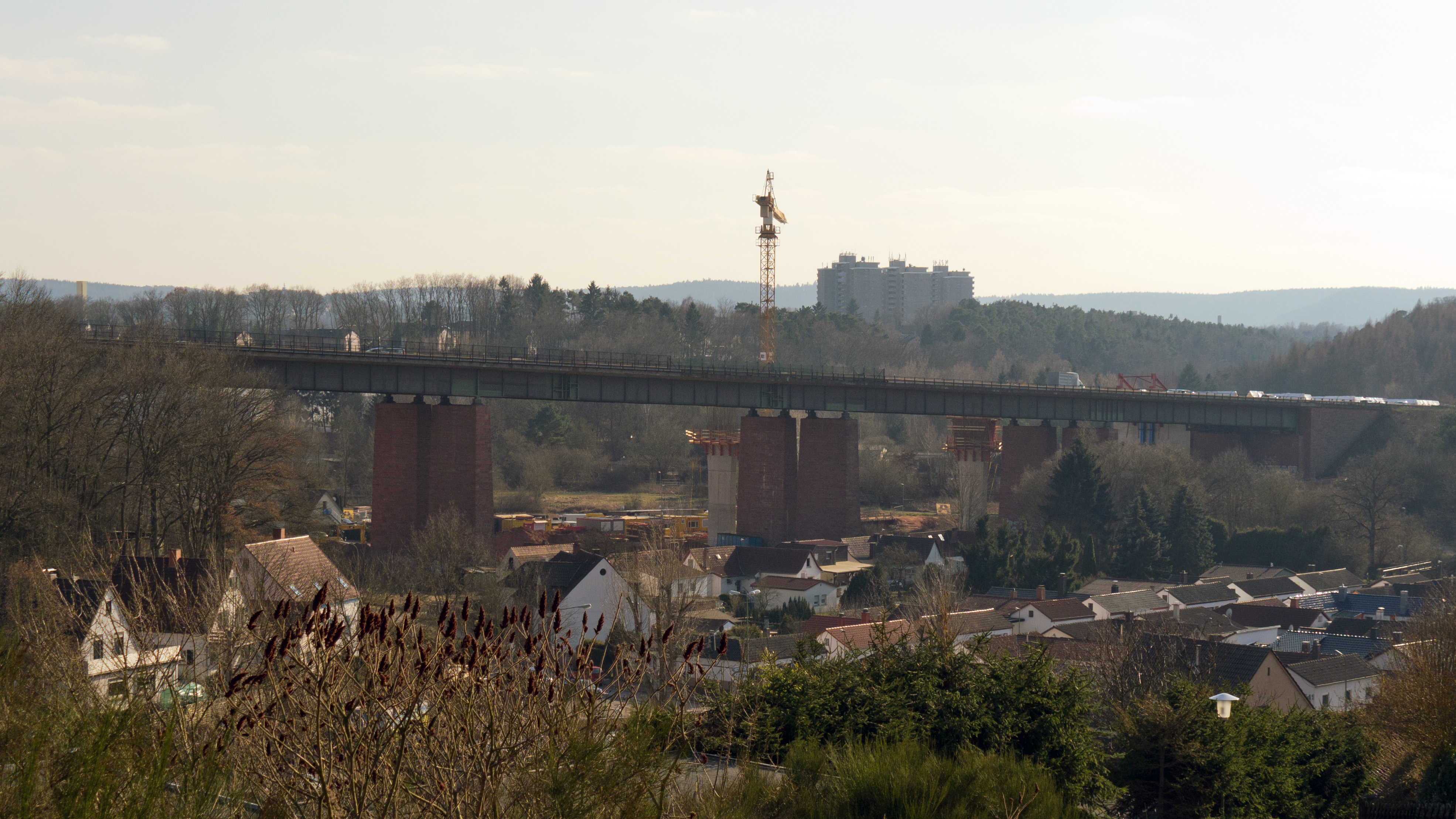
Die Lautertalbrücke an der A6 (mittlerweile abgerissen)

Die Lautertalbrücke ist eine Autobahnbrücke im Verlauf der Bundesautobahn 6 (Saarbrücken – Waidhaus) nördlich von Kaiserslautern.

## Lage
Nördlich der Kaiserslauterer Innenstadt überquert die dort in Ost-West-Richtung verlaufende Bundesautobahn 6 zwischen den Anschlussstellen Kaiserslautern-Zentrum und Kaiserslautern-West das Tal der Lauter. Dazu wurde in einer Höhe von 30 Metern über der Talsohle die Lautertalbrücke errichtet.

## Konstruktion
Bei der Lautertalbrücke handelt es sich um eine Stahlkonstruktion aus durchlaufenden 3,2 Meter hohen Balkenträgern. Die Brücke mit ihren fünf Öffnungen von 48 / 56 / 64 / 56 / 48 Metern Stützweite ruht auf sechs Stampfbetonpfeilern, die mit regionstypischem rotem Buntsandstein verkleidet sind. Die Gründung zweier Brückenpfeiler musste wegen des in die Baugrube eindringenden Quellwassers zwischen Spundwänden vorgenommen werden. Die Widerlager sind ebenfalls in Stampfbeton mit Sandsteinverblendung ausgeführt.

## Geschichte

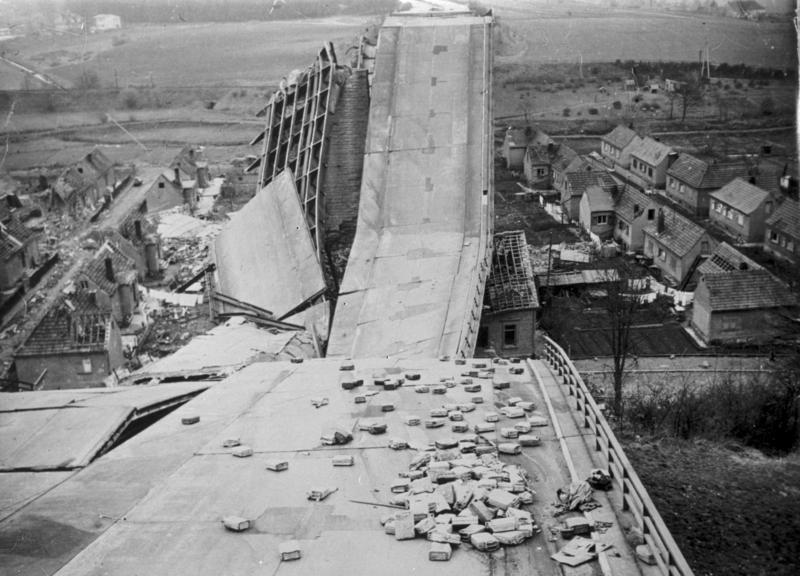
Zerstörte Lautertalbrücke

Erste Planungen für eine nördliche Umgehung von Kaiserslautern wurden bereits 1928 erstellt. Die Trasse für das Autobahnteilstück wurde 1934 gebahnt. 1936 wurde die Lautertalbrücke durch die ortsansässigen Eisenwerke Kaiserslautern errichtet. Eröffnet wurde das Autobahnteilstück zwischen Kaiserslautern-West und Wattenheim am 24. Oktober 1937.
Im Jahre 1942 wurden die Arbeiten an der Reichsautobahn wegen des Zweiten Weltkrieges endgültig eingestellt. Zunächst diente die Strecke den deutschen Truppen als schnelle Verbindung zur Westfront, später nutzten die Alliierten die Strecke für ihren Vormarsch. Die Lautertalbrücke jedoch wurde in der Nacht zum 20. März 1945, nur wenige Stunden vor dem Einmarsch der US-Amerikaner, gesprengt. Diese Zerstörung konnte den Vormarsch der Amerikaner jedoch nicht nennenswert verzögern, das Hindernis wurde von den vorrückenden Truppen einfach umfahren.
Bereits 1946 wurde mit der Beseitigung der Trümmer begonnen, vor allem um die darunter liegende Straße von Kaiserslautern nach Otterbach wieder befahrbar zu machen. Allein 1.600 Tonnen Stahl waren hierbei zu beseitigen. Doch erst nach dem Ausbau der Ost-West-Achse durch die Stadt begann auch der Wiederaufbau der Lautertalbrücke, unter anderem durch die Eisenwerke Kaiserslautern. Am 20. April 1954 stürzte ein neues Teilstück der Brücke ein, wobei aber niemand verletzt wurde. Dieser Unglücksfall verzögerte die Fertigstellung erheblich. War die Autobahn nach Osten ab der Anschlussstelle Kaiserslautern-Ost bereits seit 1951 wieder fertig, so folgte die Übergabe der Lautertalbrücke an den Verkehr erst am 15. Oktober 1956 ohne offizielle Feierlichkeiten.

## Neubau
Im Zuge des dreispurigen Ausbaus der Autobahn zwischen der Anschlussstelle Kaiserslautern West und Kaiserslautern Zentrum wurde im April 2012 mit einem Neubau der Talquerung begonnen. Diese wird parallel südlich der alten Brücken im Taktschiebeverfahren errichtet. 2015 wurden nach Fertigstellung des Neubaus die beiden alten Brücken abgerissen und an deren Stelle die zweite Fahrbahn in Richtung Saarbrücken fertiggestellt.